# Mario Ghella
Mario Ghella (né le 23 juin 1929 à Chieri, dans la province de Turin et mort le 10 février 2020 aux Arenas de San Pedro) est un coureur cycliste italien. Spécialiste de la vitesse, il a été champion olympique et champion du monde amateur de cette discipline en 1948.

## Palmarès

### Jeux olympiques
Londres 1948
 Champion olympique de vitesse

### Championnats du monde
1948
 Champion du monde amateur de vitesse

### Championnats nationaux
- Champion d'Italie amateur de vitesse en 1945, 1946, 1947 et 1948
- Champion d'Italie de vitesse en 1951